# Satrapie des Erythräischen Meeres
Die Satrapie des Erythräischen Meeres war ein Teil des Seleukidenreiches. Es handelte sich um eine Verwaltungseinheit, die unter Antiochos III. durch die Teilung der Satrapie von Babylonien geschaffen wurde. Die Provinz ist zuerst für das Jahr 222 v. Chr. bezeugt. Sie lag direkt am Persischen Golf, im Süden des heutigen Irak. Failaka und vielleicht andere Inseln im Persischen Golf mögen ihr auch unterstanden haben. Hauptstadt war Alexandria am Tigris. Es sind mehrere Satrapen bezeugt. Mit dem Untergang des Seleukidenreiches in dieser Region wurde die Satrapie als Charakene selbständig und dann Teil des Partherreiches.

## Satrapen und Eparchen
- Phytiades (221 v. Chr.)
- Tychon (nach 220 v. Chr.)
- Numenios (unter Antiochos IV.)
- Hyspaosines (seit 166/65 v. Chr.)